# Recurvirostra
Recurvirostra là một chi chim trong họ Recurvirostridae.

## Các loài
- Recurvirostra americana
- Recurvirostra andina
- Recurvirostra avosetta
- Recurvirostra novaehollandiae